# Conor McCullough
Conor McCullough (Woodland Hills, 31 gennaio 1991) è un martellista statunitense con cittadinanza irlandese.

## Biografia
Figlio del martellista irlandese Connor McCullagh che ha gareggiato ai Giochi olimpici di Los Angeles 1984 e di Seul 1988, Conor è nato in California dove ha gareggiato nei lanci dapprima all'high school a Los Angeles e poi nei team atletici dell'Università di Princeton e all'University of Southern California.
Internazionalmente ha debuttato nel 2007, arrivando quarto nella finale dei Mondiali allievi in Repubblica Ceca. L'anno successivo, in Polonia, è arrivato secondo ai Mondiali juniores alle spalle del connazionale Walter Henning. Due anni più tardi nell'edizione dei Mondiali juniores in Canada ha replicato il podio con una medaglia d'oro e il record nord-centroamericano e caraibico U20, oltre che quello dei campionati.

Nel 2013 ha gareggiato per l'Irlanda agli Europei under 23 in Finlandia, finendo sesto; nel 2015 è tornato a competere tra i seniores per gli Stati Uniti, vincendo una medaglia di bronzo ai Giochi panamericani di quell'anno e prendendo parte ai Mondiali. Nel 2016, arrivato terzo ai trials statunitensi, McCullough si è garantito la partecipazione ai Giochi olimpici di Rio de Janeiro 2016. Nel 2019 ha preso parte al suo secondo Mondiale in Qatar senza avanzare in finale.

## Palmarès
| Anno                                | Manifestazione      | Sede           | Evento              | Risultato | Prestazione | Note                                              |
| ----------------------------------- | ------------------- | -------------- | ------------------- | --------- | ----------- | ------------------------------------------------- |
| In rappresentanza degli Stati Uniti |                     |                |                     |           |             |                                                   |
| 2007                                | Mondiali U18        | Ostrava        | Lancio del martello | 4º        | 74,54 m     |                                                   |
| 2008                                | Mondiali U20        | Bydgoszcz      | Lancio del martello | Argento   | 75,88 m     |                                                   |
| 2010                                | Mondiali U20        | Moncton        | Lancio del martello | Oro       | 80,79 m     | Miglior prestazione nord-centroamericana under 20 |
| 2015                                | Giochi panamericani | Toronto        | Lancio del martello | Bronzo    | 73,74 m     |                                                   |
| 2015                                | Mondiali            | Pechino        | Lancio del martello | 13º (q)   | 74,31 m     |                                                   |
| 2016                                | Giochi olimpici     | Rio de Janeiro | Lancio del martello | 16º (q)   | 72,88 m     |                                                   |
| 2019                                | Mondiali            | Doha           | Lancio del martello | 14º (q)   | 74,88 m     |                                                   |
| In rappresentanza dell' Irlanda     |                     |                |                     |           |             |                                                   |
| 2013                                | Europei U23         | Tampere        | Lancio del martello | 6º        | 71,49 m     | Miglior prestazione personale stagionale          |